# Oroya
Oroya Britton & Rose è un genere di piante succulente della famiglia delle Cactacee, endemico del Perù.

## Descrizione
Sono piante dal fusto globoso e leggermente cilindrico, circondato da costolature con areole di spine giallo-arancio, con fiori che variano dal rosa-aranciato al rosso.

## Tassonomia
Il genere Oroya comprende due specie:
- Oroya borchersii (Boed.) Backeb. - con spine areolari appiattite che coprono quasi tutta la pianta e dai fiori rosa-arancio.
- Oroya peruviana (K. Schum.) Britton & Rose - con fusto verde scuro, le cui costolature sono appiattite e ricoperte da areole con lunghe e copiose spine, i suoi fiori sono rossi.

## Coltivazione
La loro coltivazione avviene in terra concimata particolarmente porosa e resa drenante da sabbia grossolana in modo da evitare i ristagni di acqua che porterebbero al marcire della pianta. Per questo viene consigliato un colletto di sabbia pura intorno alla base della pianta. L'esposizione vuole pieno sole e innaffiature fatte a terra completamente asciutta. In inverno resiste anche alle basse temperature mentre le innaffiature andranno sospese.
La riproduzione avviene per seme in terra fine e sabbia umida ad una temperatura di 21 °C; i germogli dovranno essere trapiantati dopo circa un anno; per via della lenta crescita del germoglio, a volte si preferisce fare un innesto su di una pianta più grande in modo da ottenere esemplari più robusti.